# Batemans Bay (Australie)
Cet article possède un paronyme, voir Bateman.
Batemans Bay est une ville australienne située dans le comté d'Eurobodalla en Nouvelle-Galles du Sud. La population s'élevait à 11 294 habitants en 2016.

## Géographie
La ville est située sur la côte de la mer de Tasman à l'embouchure de la Clyde, à environ 280 km au sud de Sydney, à 760 km au nord de Melbourne et à 160 km de Canberra.
C'est une station balnéaire appréciée d'autant plus que c'est la ville côtière la plus proche de Canberra. La ville abrite aussi une scierie, un élevage d'huîtres, des exploitations forestières.

### Climat
Le climat de la ville est très doux avec des étés modérément chauds (25,7 °C de température maximale et 15,8 °C de température minimale en février) et des hivers doux et ensoleillés (17.0 °C de température maximale et 3,8 °C de minimale en juillet°). Les nuits d'hiver peuvent être fraîches. Il y a des orages en hiver entre novembre et mars mais les plus fortes précipitations sont en été (875 mm de précipitations par an).
| Température maximale moyenne (°C) | 25.7 | 25.4 | 24.3 | 22.3 | 19.8 | 17.6 | 17.0 | 18.3 | 20.3 | 22.1 | 22.7 | 24.4 | 21.7  |
| Température minimale moyenne (°C) | 15.5 | 15.8 | 13.9 | 10.4 | 7.4  | 5.1  | 3.8  | 4.7  | 7.4  | 9.6  | 11.9 | 13.9 | 10.0  |
| Précipitations (mm)               | 84.3 | 94.1 | 61.7 | 69.4 | 63.8 | 68.9 | 40.7 | 60.8 | 65.8 | 91.1 | 93.6 | 80.9 | 875.0 |
| Source : Bureau of Meteorology    |      |      |      |      |      |      |      |      |      |      |      |      |       |

## Histoire
La ville doit son nom au capitaine Cook qui le 22 avril 1770 la baptisa du nom de Nathaniel Bateman, le capitaine d'un navire sur lequel il avait servi dix ans plus tôt. La localité se dote d'un port et devient officiellement une ville (town) en 1885. Elle appartient au comté d'Eurobodalla depuis la création de celui-ci en 1913.

## Personnalités liées à la commune
- Kai Trewin (2001-), footballeur australien né à Batemans Bay.